# Rolieiro-abissínio
O rolieiro-abissínio (Coracias abyssinicus) é uma ave coraciforme do grupo dos rolieiros , que se reproduz em toda a África tropical ao longo de uma faixa ao sul doSaara, conhecido como Sahel. É residente na parte sul de sua distribuição, mas as populações reprodutoras do norte são migradoras de curta distância , movendo-se mais para o sul após a estação das chuvas.